# Georgi Debets
Georgi Frantsevitch Debets (em russo:  Георгий Францевич Дебец; Tomsk, 7 de dezembro de 1904 —  Moscou, 19 de janeiro de 1969) foi um antropólogo e arqueólogo russo soviético.

## Biografia
Georgi Frantsevitch Debets nasceu em 7 de dezembro de 1904 em Tomsk, em uma família de professores, e passou a infância entre Tomsk e Irkutsk. Estudou história na faculdade pedagógica da Universidade de Irkutsk de 1922 a 1925, trabalhando no Museu Regional de Irkutsk e dedicando-se à arqueologia, estudando sob Bernhard Petri. Após a graduação, trabalhou em um museu em Troitskosavsk, seguindo seus estudos arqueológicos e fascinando-se por antropometria até no ano seguinte mudar-se para Leningrad, e no ano seguinte para Moscou, iniciando seus estudos de antropologia na Universidade de Moscou.
Em 1937, mesmo sem defender uma tese, recebeu uma graduação em ciências biológicas, já em 1941 conseguindo seu doutorado com sua tese sobre paleoantropologia da União Soviética, o primeiro de muitos tratados sobre paleoantropologia que escreveria ou supervisionaria. Foi um dos maiores antropólogos de seu país, dedicando-se especialmente à antropologia física (moderna e antiga, especialmente do Paleolítico), mas também secundariamente à linguística, etnografia e mesmo matemática. Foi membro correspondente da Sociedade de Antropologia de Paris, membro honorário da Sociedade de Antropologia da Grécia e vice-presidente da União Internacional de Ciências Antropológicas e Etnológicas. Excepcionalmente para um intelectual soviético, chegou a dar aulas nos Estados Unidos, especificamente na Universidade da Pensilvânia.
Faleceu por ataque cardíaco em 19 de janeiro de 1969, devido à exaustão após uma expedição para o Afeganistão.